# منتخب جزر البهاما لكرة القدم
منتخب جزر البهاما لكرة القدم، هو الممثل الرسمي لكومنولث البهاما ويشرف عليه اتحاد جزر البهاما لكرة القدم. لم يسبق له التأهل إلى كأس العالم أو كأس الكونكاكاف الذهبية.

## روابط خارجية
- الموقع الرسمى لمنتخب البهاما
- قائمة بيانات المنتخب من الموقع الرسمي للفيفا باللغة العربية